# Коропуж (станція)
Коропуж — проміжна залізнична станція 5-го класу Львівської дирекції Львівської залізниці на лінії Оброшин — Самбір між станціями Комарно (7 км) та Рудки (8 км). Розташована в  однойменному селі Львівського району Львівської області.

## Історія
Станція відкрита 27 серпня 1903 року, одночасно з вікриттям руху поїздів залізничною лінією Львів — Самбір.
У 1967 році станція електрифікована постійним струмом (=3 кВ) в складі дільниці Львів — Самбір.

## Пасажирське сполучення
На станції Коропуж зупиняються приміські електропоїзди сполученням Львів — Сянки.